# Peninsula Labrador

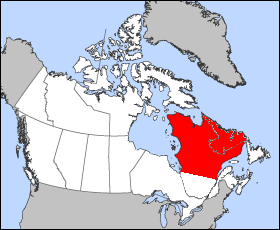
Localizarea Peninsulei Labrador

Peninsula Labrador este o peninsulă mare din estul Canadei. Aceasta este delimitată de Golful Hudson la vest, Strâmtoarea Hudson la nord, Marea Labrador la est și Golful Sfântul Laurențiu la sud-est. Peninsula include regiunea Labrador, care este parte a provinciei Newfoundland și Labrador, precum și regiunile Saguenay-Lac-Saint-Jean, Coasta de Nord  și Nord-du-Québec, care se află în provincia Québec. Are o suprafață de 1.400.000 km2 și o populație de circa 150.000 de locuitori (de la recensământul din 2006). Este cea mai mare peninsulă din America de Nord.